# Saturnino María Laspiur
Saturnino María Laspiur é um município da província de Córdova, na Argentina.